# 上地街道
上地街道是中国北京市海淀区下辖的一个街道，上地信息产业基地位于该辖区内。本辖区北起后厂村路与西北旺地区交界，南至北五环与青龙桥街道相望，东以京包铁路为界与清河街道接壤，西以东北旺西路和树村为界与马连洼街道相邻。

## 名称
上地村形成较晚，清朝晚期仅三十余户，1949年也仅有百户左右，因地势较南侧高出5米而得名，取“上边这个地方”之意，村落最初位置为今上地一街（上地东里小区内）与上地南路之间。清代咸丰年间此地建设五圣祠时需铸钟并写上村名，但当时“上地”并非正式名称，后因上地东侧有永泰庄，村民建议该村称“永顺庄”，并在铸钟时刻下此三字，1949年登记地名时亦曾登记为永顺庄，但这一名称始终未能叫开，因此后来又登记为上地村。

## 行政区划
上地街道共辖14个社区，分别是：
上地东里第一社区、上地东里第二社区、上地西里社区、东馨园社区、马连洼北路1号院社区、61886部队社区、华祥苑社区、体大颐清园社区、上地佳园社区、树村社区、平房社区、紫成嘉园社区、万树园社区和上地科技园社区。

## 主要单位

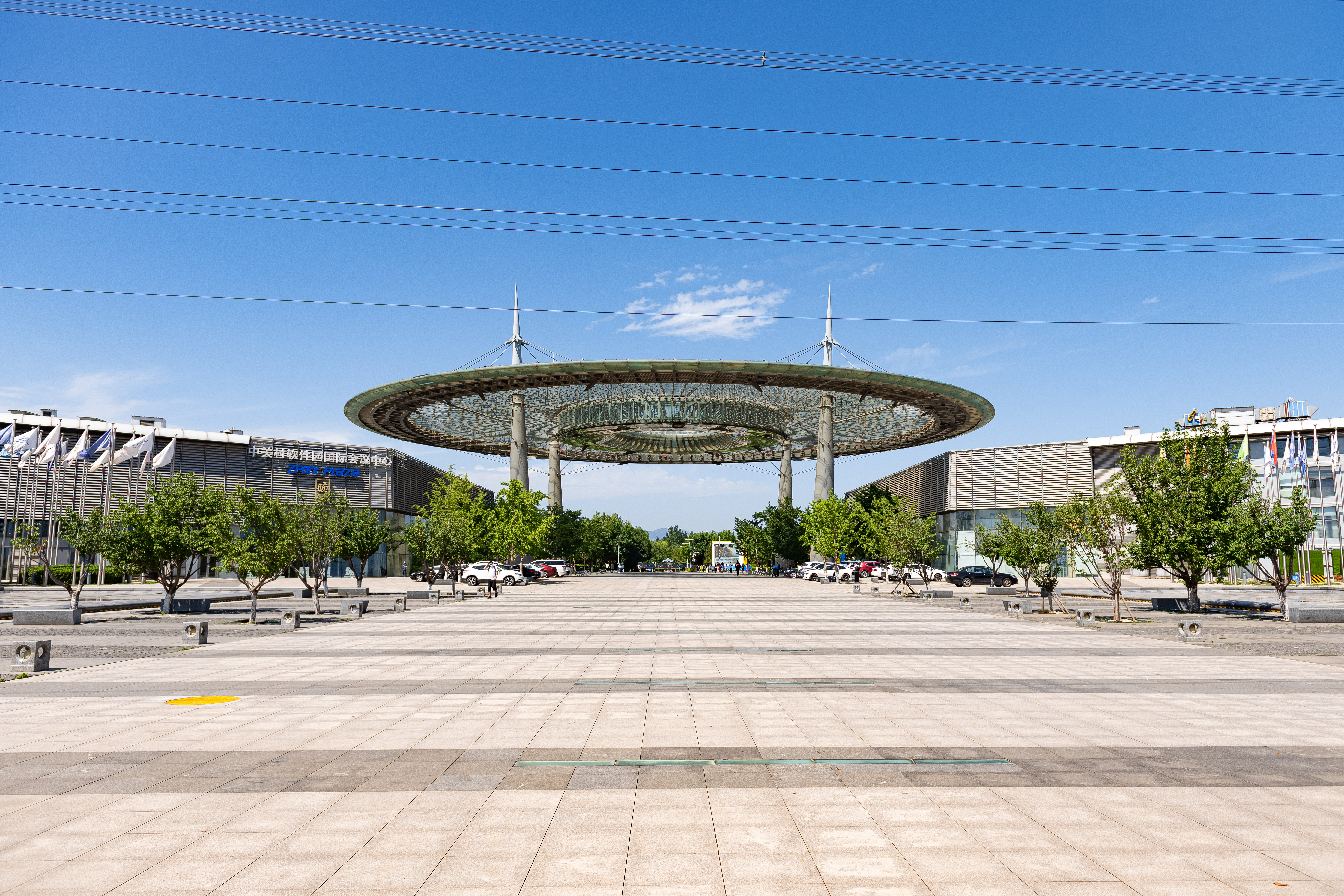
中关村软件园一期

上地街道办事处辖区内的单位多为信息技术企业，如联想、IBM、百度等，后厂村路南侧的中关村软件园近年来更是扩展至西侧的马连洼街道辖区内。辖区内的学校则有北京体育大学、上地实验学校和上地实验小学。